# Damián Solenzal
Damián Cristian Solenzal López (ur. 1999) – kubański zapaśnik startujący w obu stylach. Srebrny medalista mistrzostw panamerykańskich w 2019 roku.
Jego brat Cristian Damián Solenzal López jest także zapaśnikiem.